# Dmytro Jakowenko
Dmytro Walerijowytsch Jakowenko (ukrainisch Дмитро Валерійович Яковенко, engl. Transkription Dmytro Yakovenko; * 17. September 1992 in Kirowohrad) ist ein ukrainischer Leichtathlet, der sich auf den Hochsprung spezialisiert hat.

## Sportliche Laufbahn
Erste Erfahrungen bei internationalen Meisterschaften sammelte Dmytro Jakowenko im Jahr 2013, als er bei den U23-Europameisterschaften in Tampere mit übersprungenen 2,14 m den zwölften Platz belegte. 2015 steigerte er sich auf 2,30 m und qualifizierte sich damit für die Weltmeisterschaften in Peking, verpasste dort aber mit 2,26 m den Finaleinzug. Im Jahr darauf schied er bei den Europameisterschaften in Amsterdam mit 2,19 m in der Qualifikationsrunde aus und nahm daraufhin an den Olympischen Sommerspielen in Rio de Janeiro teil und verfehlte dort mit einem Sprung über 2,26 m den Finaleinzug. In den folgenden Jahren bestritt er ausschließlich Wettkämpfe innerhalb der Ukraine. Erst 2020 startete er bei den Balkan-Hallenmeisterschaften in Istanbul und belegte dort mit 2,15 m den sechsten Platz, ehe er bei den Freiluftmeisterschaften in Cluj-Napoca mit 2,15 m die Silbermedaille gewann. Im Jahr darauf siegte er dann bei den Balkan-Meisterschaften in Smederevo mit einer Höhe von 2,22 m.
In den Jahren von 2014 bis 2016 wurde Jakowenko ukrainischer Meister im Hochsprung.

## Persönliche Bestleistungen
- Hochsprung: 2,30 m, 9. Juni 2015 in Kirowohrad
  - Hochsprung (Halle): 2,24 m, 30. Januar 2013 in Saporischschja